# Saburapo
Saburapo ist eine osttimoresische Aldeia im Suco Atabae (Verwaltungsamt Atabae, Gemeinde Bobonaro). 2015 lebten in der Aldeia 370 Menschen.

## Geographie
Saburapo liegt im Süden des Sucos Atabae. Nördlich befindet sich die Aldeia Lolocolo, nordöstlich die Aldeia Fatubesi und südlich die Aldeia Helesu. Im Westen grenzt Saburapo an den Suco Rairobo. Die Südgrenze und einen Teil der Ostgrenze bildet der Hatoleai, ein Nebenfluss des Nunura.
Im Nordwesten liegt der Gipfel des mit 704 m zweithöchsten Berges des Verwaltungsamtes (Lage). An seinen bewaldeten Hängen befinden sich in der Aldeia mehrere kleine Siedlungen, wie Saburapo und Maleteten. Am nordöstlichen Nebengipfel, dem Foho Hatubesilaun (679 m, Lage), liegt ein etwa 0,5 ha großer Bergsee.
Eine schmalere Verlängerung der Aldeia reicht im Südosten bis in das Tal des Nunura und die dort parallel zum Ufer verlaufende Straße. Ein kleiner Teil der Besiedlung an der Straße, mit Namen Hatubou, gehört zur Aldeia Saburapo.

## Politik
2023 wurde Amilkar Tavares um Chefe de Aldeia gewählt.